# Thomisus bigibbosus
Thomisus bigibbosus es una especie de araña cangrejo del género Thomisus, familia Thomisidae. Fue descrita científicamente por Keyserling en 1881.

## Distribución
Esta especie se encuentra en los Estados Unidos.